# Struth
Pour les articles homonymes, voir Struth (homonymie).
Struth (Strutt en francique rhénan) est une commune française située dans la circonscription administrative du Bas-Rhin et, depuis le 1er janvier 2021, dans le territoire de la Collectivité européenne d'Alsace, en région Grand Est.
Cette commune se trouve dans la région historique et culturelle d'Alsace et fait partie du parc naturel régional des Vosges du Nord.
Linguistiquement, Struth se situe dans la zone du francique rhénan.

## Géographie

### Localisation
La commune est à 1,9 km de Tieffenbach det Hansmannshof et  3,4 km de Petersbach.

### Écarts et lieux-dits
- Hansmannshof.

### Communes limitrophes

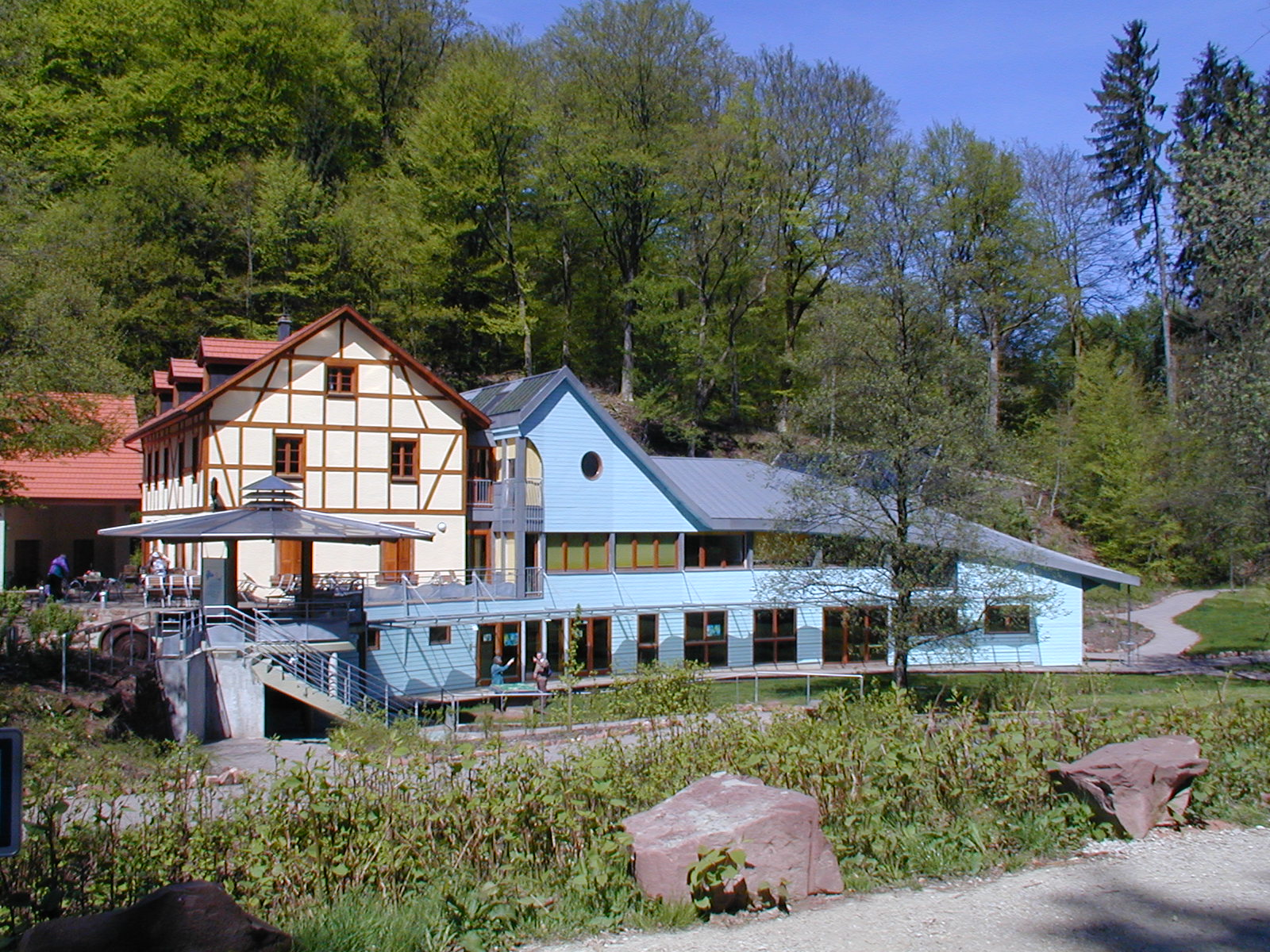
La « Maison de l'Eau et de la Rivière ».

|           | Tieffenbach | Frohmuhl         |
|           | Struth      | Hinsbourg        |
| Asswiller | Petersbach  | La Petite-Pierre |

### Sismicité
Commune située dans une zone 2 de sismicité faible.

### Géologie et relief
La commune se compose de 29,76 hectares de territoires artificialisés (7,22 %), 200,27 hectares de territoires agricoles (48,61 %) et 182,06 hectares de forêts et milieux semi-naturels (44,19 %).
Espaces naturels :
- Trois espaces protégés hors Natura 2000 Vosges du Nord :

Réserve de Biosphère, zone tampon,
Réserve de Biosphère, zone de transition,
Parc naturel régional.

### Hydrographie et les eaux souterraines
Hydrogéologie et climatologie
Système d’information pour la gestion des eaux souterraines du bassin Rhin-Meuse]
Territoire communal : Occupation du sol (Corinne Land Cover); Cours d'eau (BD Carthage),
Géologie : Carte géologique; Coupes géologiques et techniques,
Hydrogéologie : Masses d'eau souterraine; BD Lisa; Cartes piézométriques.
La commune est dans le bassin versant du Rhin au sein du bassin Rhin-Meuse. Elle n'est drainée par aucun cours d'eau,.

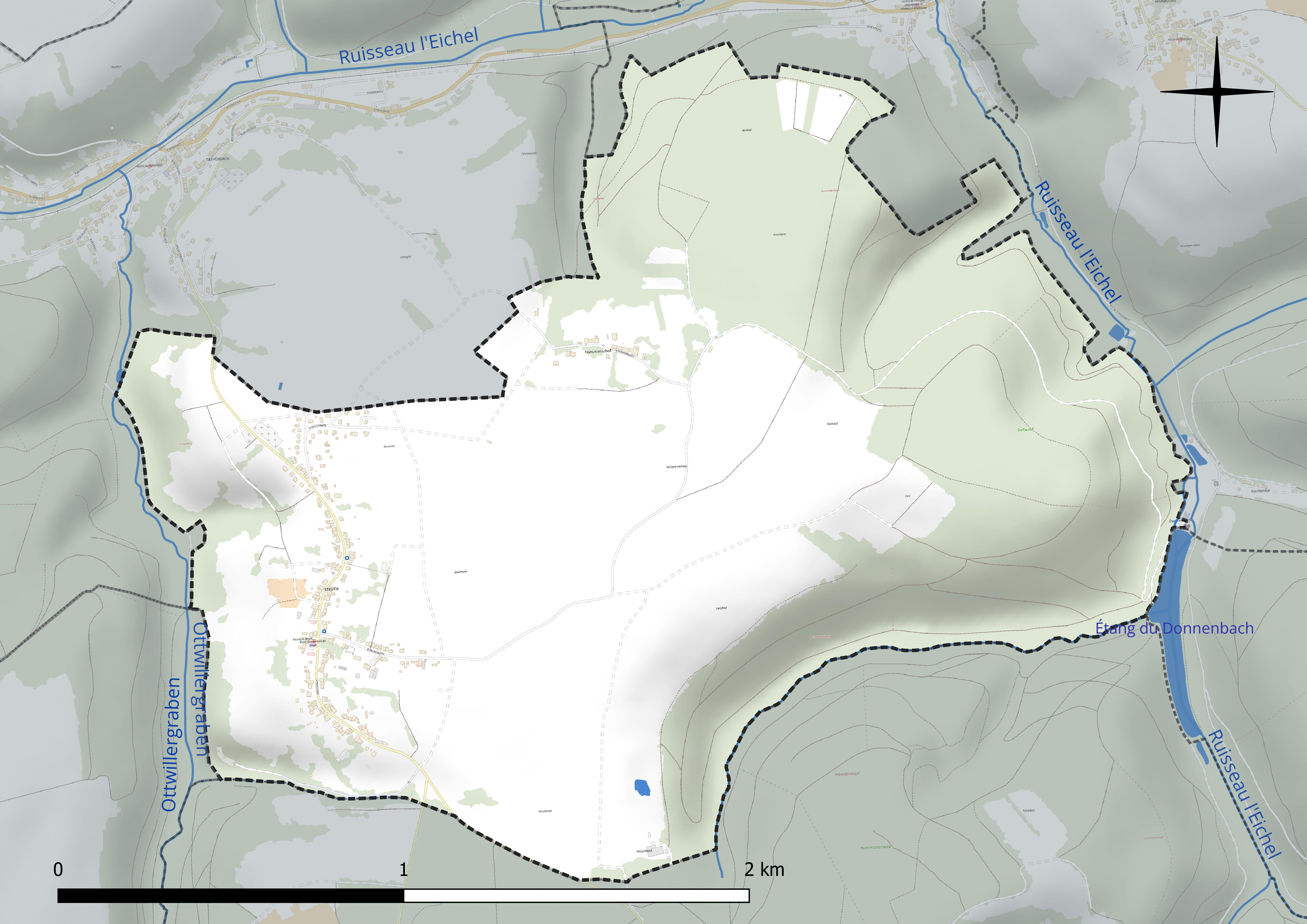
Réseau hydrographique de Struth.

Un plan d'eau complète le réseau hydrographique : l'étang du Donnenbach, d'une superficie totale de 3,3 ha (0 ha sur la commune),.

### Climat
Pour des articles plus généraux, voir Climat du Grand Est et Climat du Bas-Rhin.
En 2010, le climat de la commune est de type climat des marges montargnardes, selon une étude du Centre national de la recherche scientifique s'appuyant sur une série de données couvrant la période 1971-2000. En 2020, Météo-France publie une typologie des climats de la France métropolitaine dans laquelle la commune est exposée à un climat semi-continental et est dans la région climatique  Vosges, caractérisée par une pluviométrie très élevée (1 500 à 2 000 mm/an) en toutes saisons et un hiver rude (moins de 1 °C).
Pour la période 1971-2000, la température annuelle moyenne est de 9,5 °C, avec une amplitude thermique annuelle de 17,2 °C. Le cumul annuel moyen de précipitations est de 979 mm, avec 12,3 jours de précipitations en janvier et 10,3 jours en juillet. Pour la période 1991-2020, la température moyenne annuelle observée sur la station météorologique de Météo-France la plus proche, « Berg », sur la commune de Berg à 7 km à vol d'oiseau, est de 10,4 °C et le cumul annuel moyen de précipitations est de 801,8 mm. 
La température maximale relevée sur cette station est de 37,4 °C, atteinte le 25 juillet 2019 ; la température minimale est de −16,8 °C, atteinte le 7 février 2012,,.
Les paramètres climatiques de la commune ont été estimés pour le milieu du siècle (2041-2070) selon différents scénarios d'émission de gaz à effet de serre à partir des nouvelles projections climatiques de référence DRIAS-2020. Ils sont consultables sur un site dédié publié par Météo-France en novembre 2022.

### Voies de communications et transports

#### Voies routières
- Autoroute A4, aussi appelée autoroute de l’Est : Échangeurs Sarre-Union, Phalsbourg, Saverne.

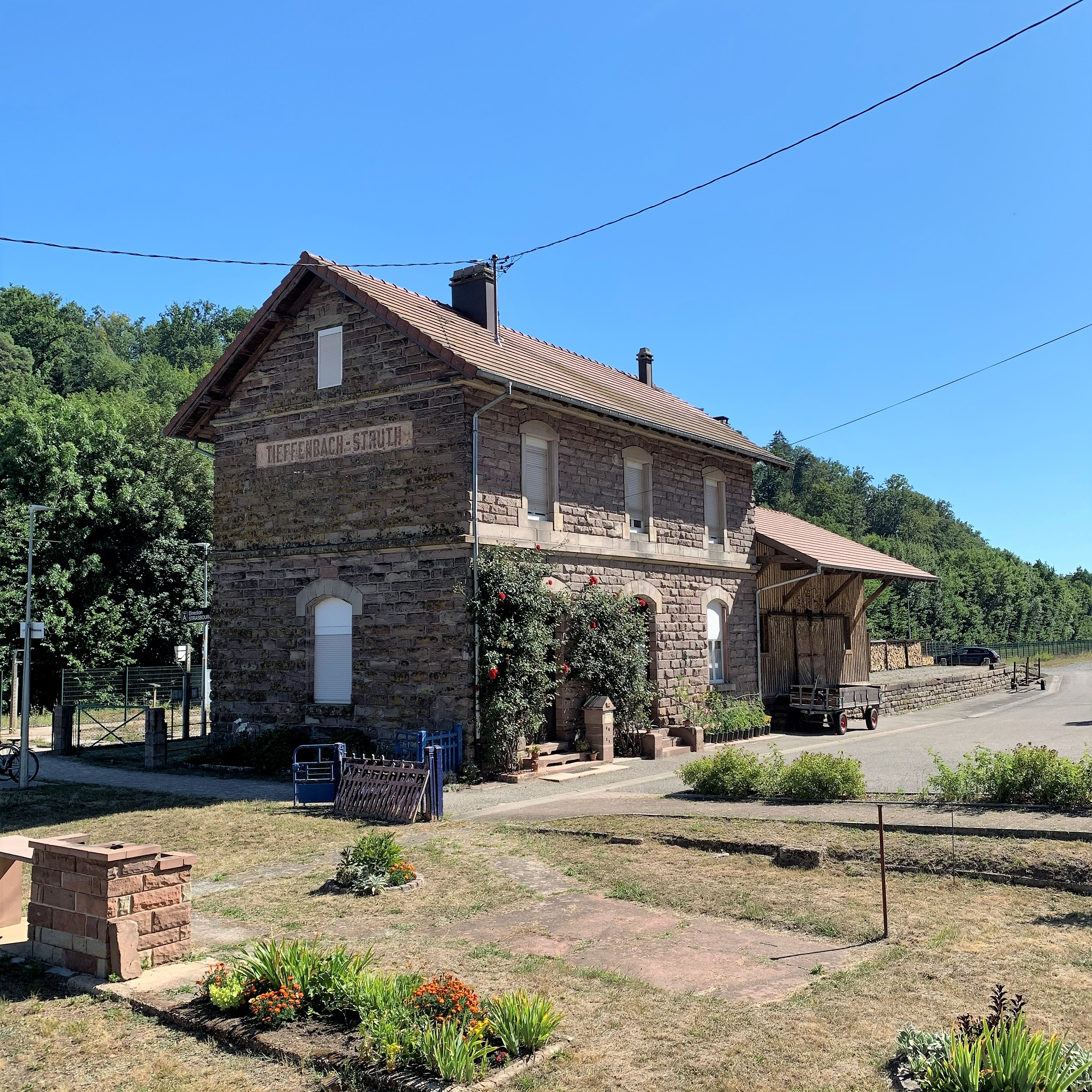
La gare de Tieffenbach - Struth.

#### Transports en commun
- Fluo Grand Est.
- Transports en Alsace.

#### Lignes SNCF
- Gare de Tieffenbach - Struth
- Gare de Diemeringen
- Gare de Wingen-sur-Moder
- Gare de Voellerdingen
- Gare de Sarre-Union

#### Transports aériens
- Aéroport de Sarrebruck
- Aéroport de Strasbourg-Entzheim

## Urbanisme

### Typologie
Au 1er janvier 2024, Struth est catégorisée commune rurale à habitat dispersé, selon la nouvelle grille communale de densité à sept niveaux définie par l'Insee en 2022.
Elle est située hors unité urbaine et hors attraction des villes,.

### Occupation des sols
L'occupation des sols de la commune, telle qu'elle ressort de la base de données européenne d’occupation biophysique des sols Corine Land Cover (CLC), est marquée par l'importance des territoires agricoles (48,9 % en 2018), en diminution par rapport à 1990 (55,9 %). La répartition détaillée en 2018 est la suivante : 
forêts (43,9 %), prairies (42,3 %), zones urbanisées (7,3 %), zones agricoles hétérogènes (6,6 %). L'évolution de l’occupation des sols de la commune et de ses infrastructures peut être observée sur les différentes représentations cartographiques du territoire : la carte de Cassini (XVIIIe siècle), la carte d'état-major (1820-1866) et les cartes ou photos aériennes de l'IGN pour la période actuelle (1950 à aujourd'hui).

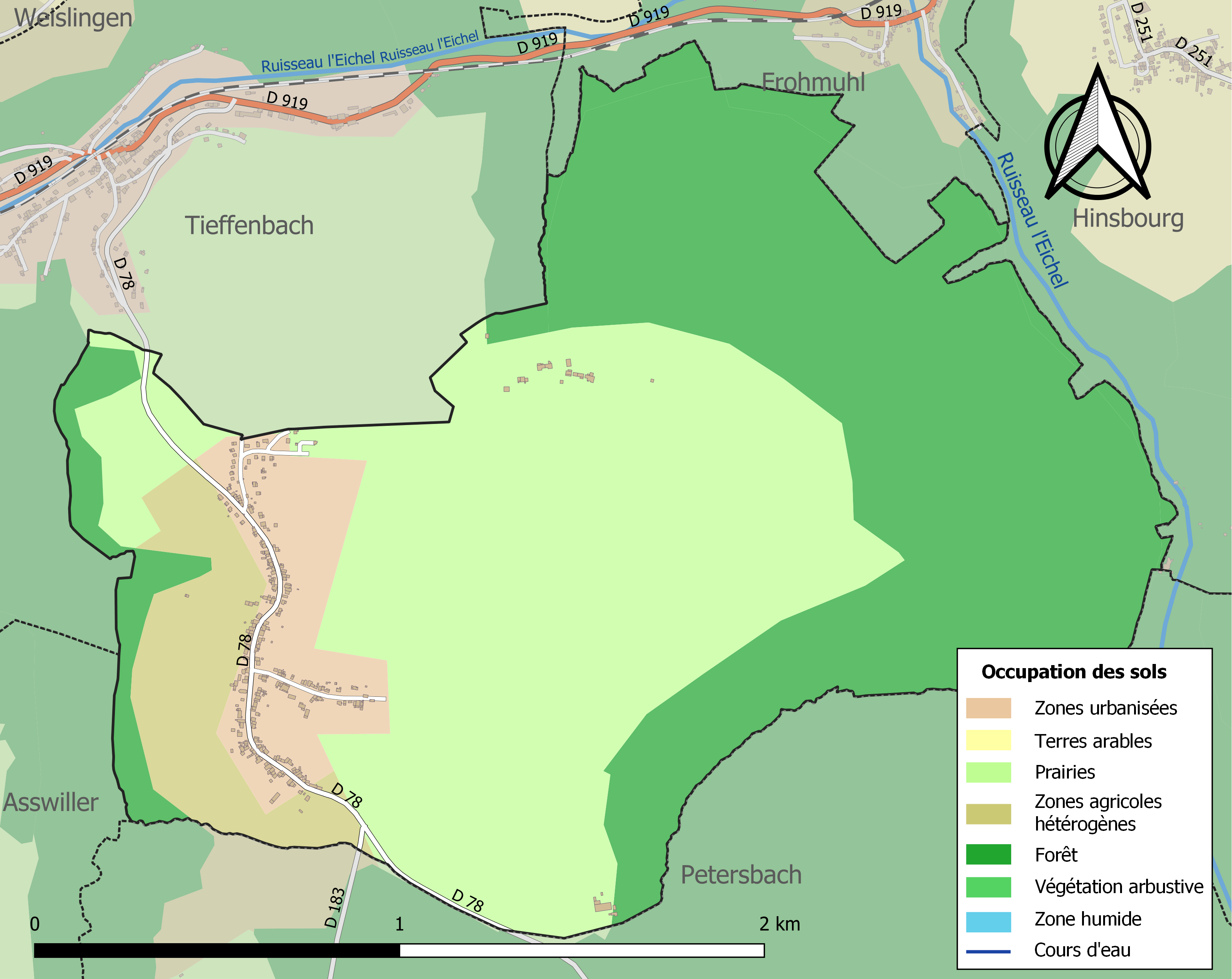
Carte des infrastructures et de l'occupation des sols de la commune en 2018 (CLC).

## Toponymie
- Du germanique struot « fourré marécageux ».
- Strude (XVIIIe siècle), Struth (1793), Strouth (1801)[21]. Strutt en francique rhénan[22].

## Histoire
Le village fut fondé au XVIIe siècle lorsque les familles propriétaires des terres - de Steinkallenfels (1648-1692) et de Fouquerolles (1706-1756) - les louèrent à des exploitants. L'établissement d'une verrerie près du village voisin de Tieffenbach a pu contribuer à le peupler. La famille de Fouquerolles étant religieusement tolérante, et le territoire dépendant du Saint-Empire romain germanique et non du royaume de France, toutes les confessions furent accueillies. Un recensement effectué en 1756 indique qu'il existait à Struth 7 familles luthériennes, 8 familles réformées, 19 familles catholiques, 3 familles anabaptistes et 7 familles juives.
La seigneurie de Struth, petite enclave alsacienne immédiate de l'Empire germanique, fut annexée à la Première République française malgré le droit de M. de Fouquerolle, « prince possessionné ».
La diversité religieuse se maintint sous les lois de la République et des régimes suivants, et en 1868, on comptait 161 juifs, 88 catholiques, 110 réformés et 100 luthériens. Les anabaptistes avaient émigré aux États-Unis. Une synagogue fut construite en 1836, ainsi qu'une école israélite avec un mikve (bain rituel) en sous-sol en 1862.

## Politique et administration
| Période                                  | Période                   | Identité                                           | Étiquette | Qualité                            |
| ---------------------------------------- | ------------------------- | -------------------------------------------------- | --------- | ---------------------------------- |
| Les données manquantes sont à compléter. |                           |                                                    |           |                                    |
| avant 1988                               | ?                         | Alfred Reutenauer                                  |           |                                    |
| mars 2001                                | En cours (au 31 mai 2020) | Jean-Claude Berron, Réélu pour le mandat 2020-2026 |           | Employé administratif d'entreprise |

### Budget et fiscalité 2023
En 2023, le budget de la commune était constitué ainsi :
- total des produits de fonctionnement : 164 000 €, soit 718 € par habitant ;
- total des charges de fonctionnement : 127 000 €, soit 555 € par habitant ;
- total des ressources d'investissement : 13 000 €, soit 57 € par habitant ;
- total des emplois d'investissement : 31 000 €, soit 138 € par habitant ;
- endettement : 1 000 €, soit 3 € par habitant.

Avec les taux de fiscalité suivants :
- taxe d'habitation : 10,96 % ;
- taxe foncière sur les propriétés bâties : 27,79 % ;
- taxe foncière sur les propriétés non bâties : 77,74 % ;
- taxe additionnelle à la taxe foncière sur les propriétés non bâties : 0,00 % ;
- cotisation foncière des entreprises : 0,00 %.

Chiffres clés Revenus et pauvreté des ménages en 2021 : médiane en 2021 du revenu disponible, par unité de consommation : 21 310 €.

## Population et société

### Démographie

#### Évolution démographique
L'évolution du nombre d'habitants est connue à travers les recensements de la population effectués dans la commune depuis 1793. Pour les communes de moins de 10 000 habitants, une enquête de recensement portant sur toute la population est réalisée tous les cinq ans, les populations de référence des années intermédiaires étant quant à elles estimées par interpolation ou extrapolation. Pour la commune, le premier recensement exhaustif entrant dans le cadre du nouveau dispositif a été réalisé en 2005.

En 2022, la commune comptait 218 habitants, en évolution de −11,74 % par rapport à 2016 (Bas-Rhin : +3,17 %, France hors Mayotte : +2,11 %).
| 1793 | 1800 | 1806 | 1821 | 1831 | 1836 | 1841 | 1846 | 1851 |
| ---- | ---- | ---- | ---- | ---- | ---- | ---- | ---- | ---- |
| 191  | 252  | 363  | 512  | 520  | 518  | 501  | 471  | 482  |

| 1856 | 1861 | 1866 | 1871 | 1875 | 1880 | 1885 | 1890 | 1895 |
| ---- | ---- | ---- | ---- | ---- | ---- | ---- | ---- | ---- |
| 430  | 442  | 459  | 474  | 460  | 413  | 396  | 399  | 418  |

| 1900 | 1905 | 1910 | 1921 | 1926 | 1931 | 1936 | 1946 | 1954 |
| ---- | ---- | ---- | ---- | ---- | ---- | ---- | ---- | ---- |
| 449  | 464  | 480  | 420  | 406  | 368  | 319  | 337  | 309  |

| 1962 | 1968 | 1975 | 1982 | 1990 | 1999 | 2005 | 2006 | 2010 |
| ---- | ---- | ---- | ---- | ---- | ---- | ---- | ---- | ---- |
| 261  | 233  | 213  | 192  | 204  | 221  | 221  | 220  | 244  |

| 2015 | 2020 | 2022 | - | - | - | - | - | - |
| ---- | ---- | ---- | - | - | - | - | - | - |
| 249  | 224  | 218  | - | - | - | - | - | - |

### Enseignement
Établissements d'enseignements :
- Écoles maternelles et primaires à Struth, Tieffenbach, Petersbach, Weislingen, Asswiller.
- Collèges à Drulingen, Wingen-sur-Moder, Diemeringen, Sarre-Union, Lemberg.
- Lycées à Sarre-Union, Phalsbourg, Bouxwiller.

### Santé
Professionnels et établissements de santé :
- Médecins à Drulingen, La Petite-Pierre, Diemeringen, Wingen-sur-Moder.
- Pharmacies à Drulingen, La Petite-Pierre, Diemeringen, Wingen-sur-Moder.
- Hôpitaux à Phalsbourg, Sarre-Union, Ingwiller, Saverne.

### Cultes
- Culte catholique, Communauté de paroisses Sources de la Moder[33], Diocèse de Strasbourg.

## Économie

### Entreprises et commerces

#### Agriculture
- Culture de céréales, de légumineuses et de graines oléagineuses.
- Culture de fruits à pépins et à noyau.
- Élevage d'ovins et de caprins.
- Élevage d'autres bovins et de buffles.
- Élevage d'autres animaux.

#### Tourisme
- Hébergements et restauration à Petersbach, Hinsbopurg, Lohr, La Petite-Pierre.

#### Commerces
- Commerces et services de proximité[34].

## Culture locale et patrimoine

### Lieux et monuments
- L'église protestante luthérienne est construite dans un style néo-roman en 1900[35].

Un orgue Link y est installé,.
Le mobilier de l'église.
Presbytère protestant.
- La synagogue

On peut voir à Struth une synagogue du XIXe siècle en excellent état de conservation, inscrite à l'inventaire supplémentaire des Monuments Historiques depuis le 16 juillet 1987,.
Le bâtiment, construit en 1836, est de style classique avec un chevet néogothique polygonal ajouté en 1903,. En raison de la diminution de la population israélite du village, les offices réguliers se sont interrompus en 1969. La synagogue appartient depuis le 2 juillet 1996 à la commune, qui s'est engagée à en réserver l'usage aux offices religieux et aux activités culturelles organisées sous l'égide du Consistoire israélite du Bas-Rhin ou de l'Association de sauvegarde du patrimoine historique israélite de Struth.
Le mobilier de la synagogue.
Elle contient dans son mobilier de style néoroman intégralement conservé un banc de circoncision en bois datant de 1886, classé au titre des monuments historiques depuis le 6 novembre 1995.
Il existe également un cimetière et une école juive. Cette dernière abrite un mikvé (bain rituel) au sous-sol ; construite en 1862, elle est restée en fonction jusqu'en 1924. Elle joue actuellement le rôle de salle communale.
- Le banc-reposoir :

Un banc Napoléon datant de 1856 se trouve en bordure de la route départementale 78, sur le territoire de la commune. Il a fait l’objet d’une inscription sur l'inventaire supplémentaire des monuments historiques par arrêté du 9 mai 1988.

### Patrimoine architectural rural
Recensement du patrimoine architectural rural par le service régional de l'Inventaire général du patrimoine culturel
Maisons,.
Fermes,.

### Monuments commémoratifs
- Cimetières.

Deux cimetières,.
Le mobilier du cimetière.
- Monument aux morts. Conflits commémorés : Guerres 1914-1918 - 1939-1945.

- Maison de l'Eau et de la Rivière

Dans les limites administratives de Struth, la Maison de l'Eau et de la Rivière est un site pédagogique et de loisirs. Elle est située sur la route forestière du Donnenbach entre Frohmuhl et La Petite-Pierre, à côté de l'étang du Donnenbach.

### Galerie

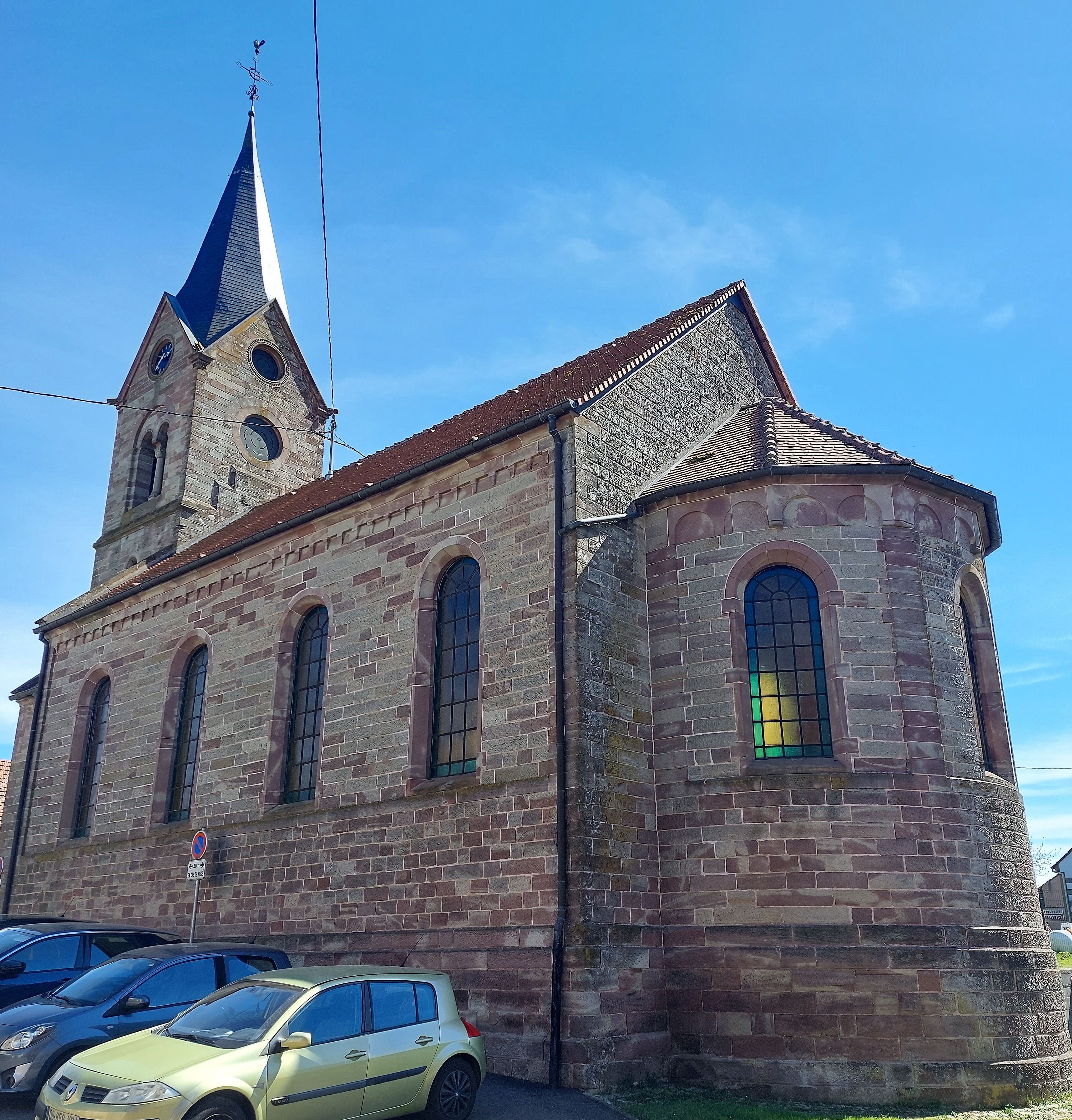
L'église protestante.
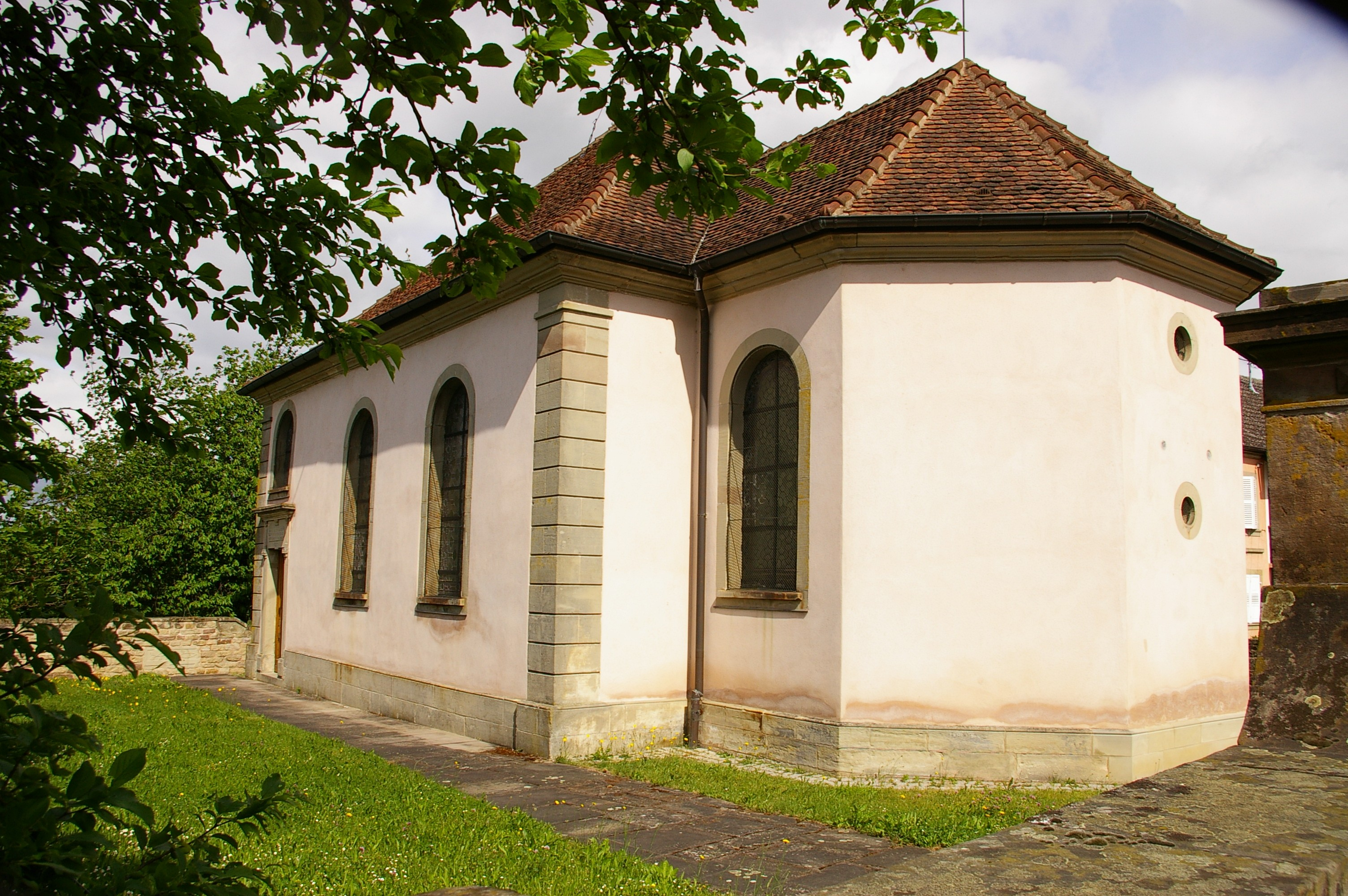
La synagogue.
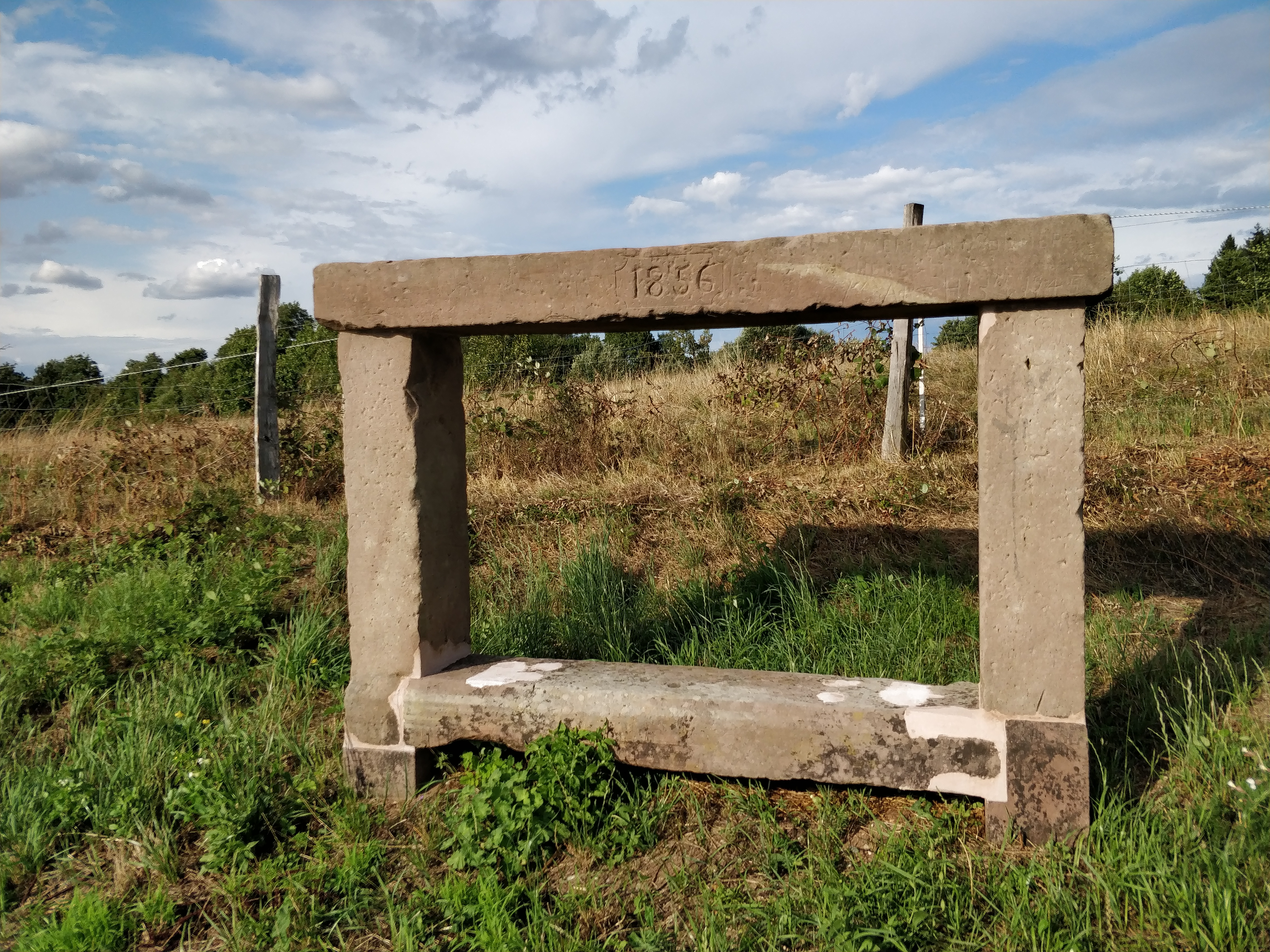
Le banc-reposoir (1856).
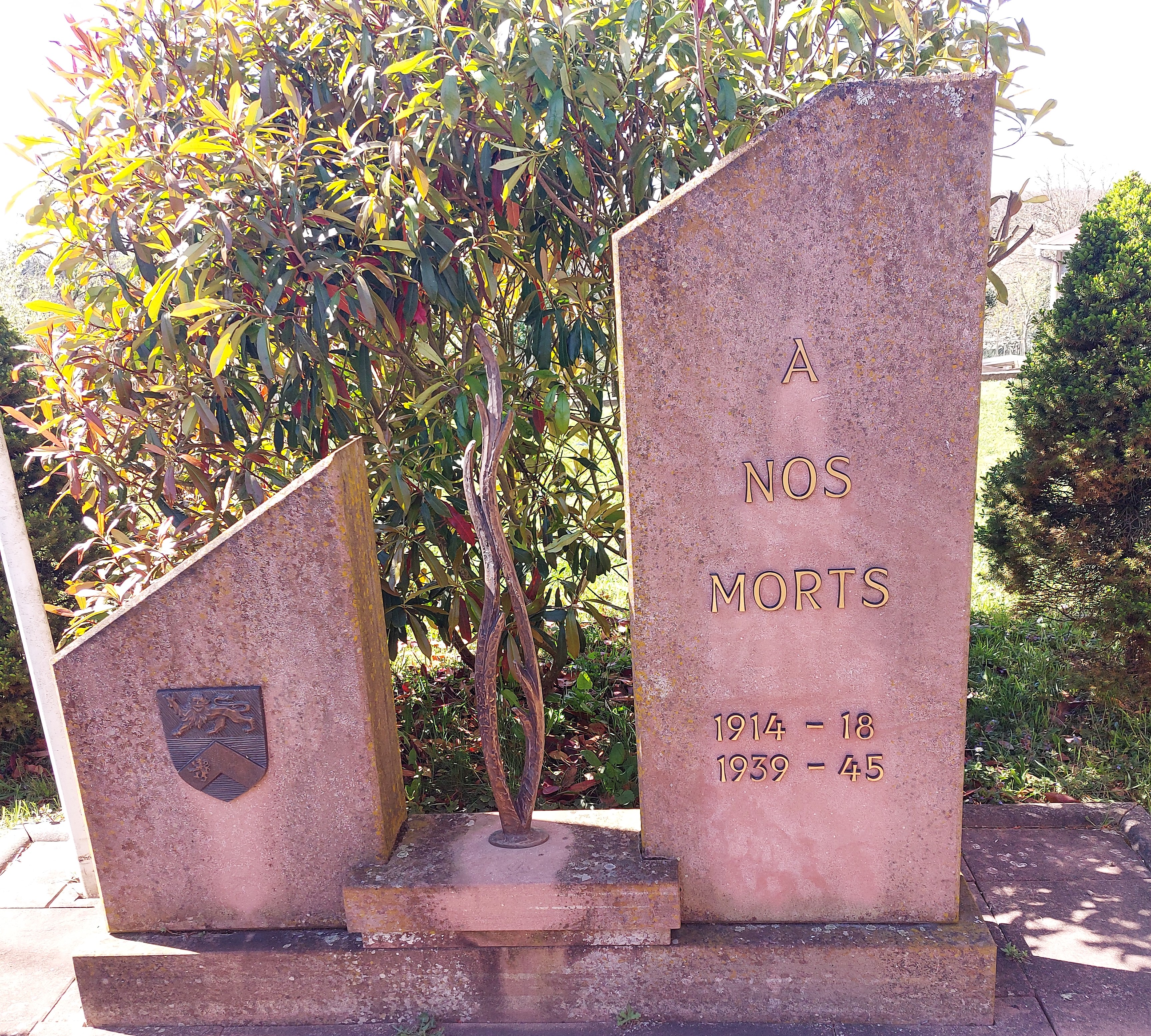
le monument aux morts.

### Patrimoine naturel
La commune est inscrite dans le périmètre de la réserve de biosphère transfrontière des Vosges du Nord-Pfälzerwald, et fait partie du parc naturel régional des Vosges du Nord.

### Héraldique
| Blason de Struth | Blason  | Coupé : au premier de sinople au léopard d'argent, au second d'azur au chevron d'or, chargé à senestre d'un lion de sable. |
| Blason de Struth | Détails | |